# Poll (Kolonia)
Poll, Köln-Poll – dzielnica miasta Kolonia w Niemczech, w okręgu administracyjnym Porz, w kraju związkowym Nadrenia Północna-Westfalia, na prawym brzegu Renu.